# TINETZ-Tiroler Netze GmbH
Die TINETZ-Tiroler Netze GmbH ist der größte Verteilnetzbetreiber für elektrischen Strom in Tirol. Sie ist eine 100%ige Tochtergesellschaft der TIWAG-Tiroler Wasserkraft AG und hat ihren Hauptsitz in Thaur. Weitere regionale Stützpunkte sind über Tirol verteilt. Das Unternehmen hieß bis 2013 TIWAG-Netz AG, anschließend bis 2015 TINETZ-Stromnetz Tirol AG.
Mit ca. 500 Mitarbeitern, rund 11.500 km Leitungslänge, 47 Umspannwerken und über 4.100 Transformatorstationen versorgt die TINETZ mit rund 240.000 Entnahmepunkten die Bevölkerung und Wirtschaft sowie einen Großteil der Elektrizitätsunternehmen in Tirol mit elektrischer Energie.

## Aufgaben
TINETZ gewährleistet den Betrieb, die Wartung und den Ausbau des Stromnetzes in Tirol. Neben der Bereitstellung ausreichender Netzkapazitäten ist das Stromnetz auch zur Aufnahme von Einspeisungen aus erneuerbaren Energieträgern (im Wesentlichen Wasserkraft, Photovoltaik) laufend auszubauen und sind neue Technologien (sogenannte intelligente Zähler („smart meters“), Elektromobilität etc.) in den Netzbetrieb zu integrieren.
Für die Inanspruchnahme des Stromnetzes von TINETZ sowie der damit zusammenhängenden Nebenleistungen werden von der Regulierungsbehörde „angemessene Systemnutzungsentgelte“ verordnet (§ 48 ElWOG 2010, § 51 ElWOG 2010).